# 306. п. н. е.

## Догађаји
- Битка код Саламине на Кипру